# Anton Debevec
Anton Debevec - Zvone, slovenski gospodarstvenik, * 23. november 1923, Ivanje selo, † 16. oktober 2002, Vrhnika.
Leta 1941 je v Ljubljani končal trgovsko akademijo in se še istega leti vključil v narodnoosvobodilni boj. Po osvoboditvi je delal na različnih mestih, predvsem pri UDV in bil 1952 zaradi kritike Dachauskih procesov obsojen na zapor. Leta 1962 je postal direktor Industrije usnja Vrhnika; pod njegovim vodstvom se je tovarna modernizirala in se razvila v enega od centrov slovenske usnjarske industrije. Kasneje je raziskoval Dachauske procese in si prizadeval za njihovo razjasnitev oz. razkritje resnice o njih. Bil  je nosilec partizanske spomenice 1941.